# پای وولتون
پای وولتون که ابتدا با نام پای لرد وولتون شناخته شد، غذایی از سبزیجات خرد شده است که به طور گسترده در بریتانیا در جنگ جهانی دوم تهیه می‌شد. در آن زمان به علت جیره‌بندی و کمبود تهیه غذاهای دیگر مشکل بود. این پای در هتل ساووی لندن توسط آشپز هتل و سپس توسط استاد آشپزها، فرانسیس لاتری درست شد. این یکی از چندین دستور پختی بود که توسط وزارت غذای بریتانیا در طول جنگ جهانی دوم به عموم مردم ارائه شد تا بتوانند علی‌رغم کمبودها و جیره‌بندی، به ویژه کمبودگوشت، یک رژیم غذایی مغذی با انواع بسیاری از مواد غذایی داشته باشند. این غذا به افتخار فردریک مارکیز، اولین لرد ولتون نامگذاری شد، چون که او پس از اینکه در سال ۱۹۴۰ وزیر غذا شد این دستور پخت را رواج داد.

## دستور پخت
این دستور غذا شامل خرد کردن و پختن سیب زمینی (یاشقاقل)، گل کلم، شلغم زرد، هویج و احتمالاً شلغم است. جو خرد شده و پیازچه قطعه‌قطعه شده به آب گیاهی غلیظ شده که روی خود سبزیجات ریخته شده افزوده می‌شود. روی غذا شیرینی سیب‌زمینی و پنیر رنده شده ریخته و با آب سبزیجات سرو می‌کنند. دستور پخت را می‌توان با توجه به فصل و در دسترس بودن مواد تغییر داد.

## پذیرش

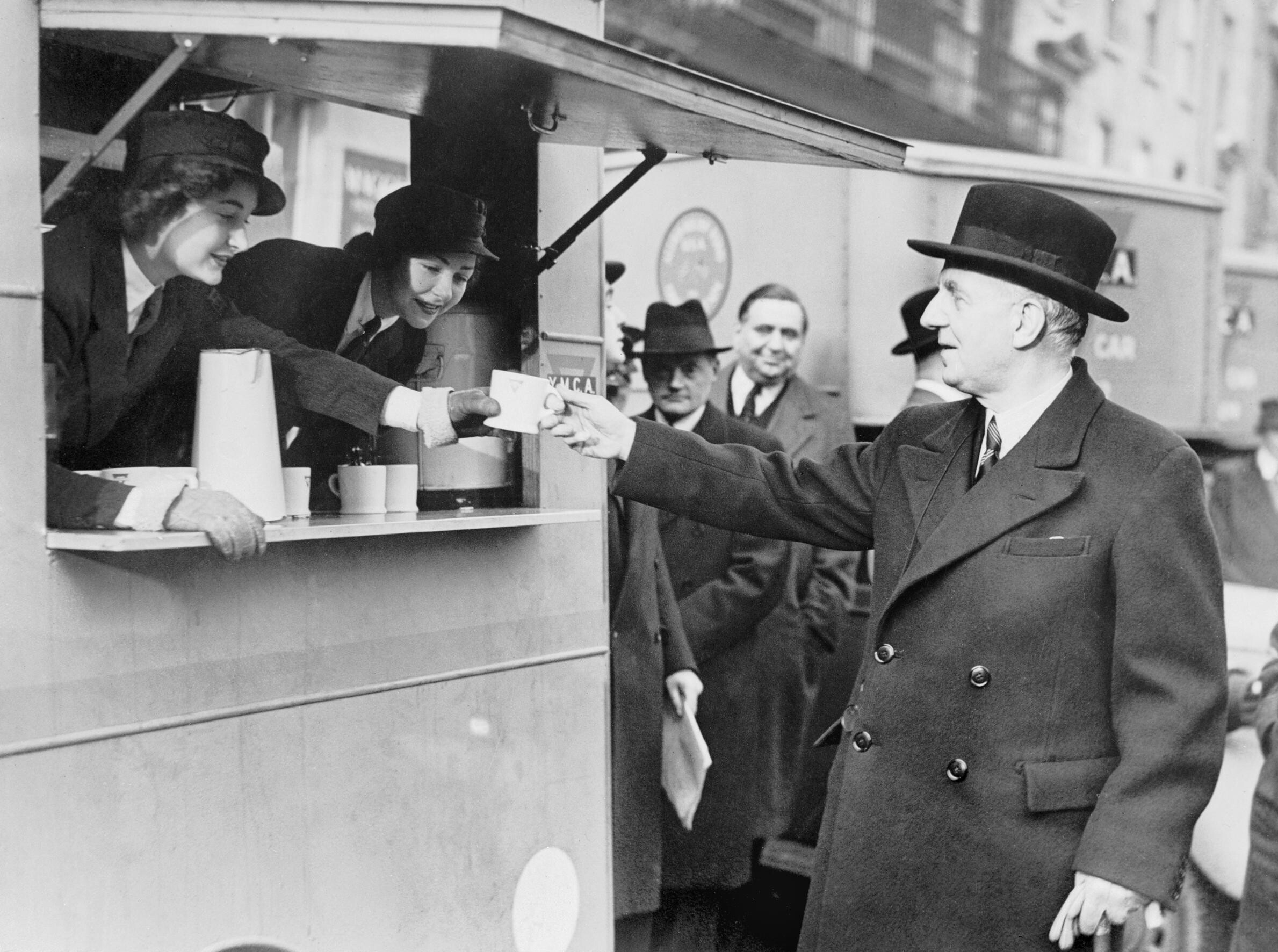
لرد وولتون، وزیر غذای بریتانیا بین آوریل ۱۹۴۰ و ۱۱ نوامبر۱۹۴۳، در حال دریافت یک فنجان چای از یک غذافروشی متحرک.

مردم تشخیص دادند که گوشت بسیار کمیاب است، اما هنوز نمی‌توانستند بر سنت خوردن پای گوشت غلبه کنند. پای وولتون که کاملاً بی‌گوشت بود، مورد پذیرش کامل جهانی قرار نگرفت. سرمقاله‌ای از تایمز اظهار داشت:
وقتی پای وولتون روی میزهای بی‌میل قرار داده می‌شد، لرد وولتون خدمت ارزشمندی انجام داد. وی نور فلش دوربین‌ها را به غذاخوری‌های عمومی فرستاده و از افرادی که با لذت آن را می‌خوردند عکس گرفت. پس از آن غذا به نام او شد.
پروفسور جان فولر خاطر نشان کرد که پای وولتون و غذاهای سادهٔ مشابه وقتی که شرایط به حالت عادی بازگشت خیلی سریع فراموش شدند. (استثنای قابل توجه این مطلب کیک هویج بود، که در حالیکه تا زمان جنگ اختراع نشده بود، در آن دوره در انگلستان محبوبیت یافت، چرا که از هویج که سبزی ریشه‌ای در دسترسی بود به جای تعدادی از مواد کمیاب مانند آرد، چربی و شکر موجود در کیک‌های دیگر استفاده می‌کرد)

## انتشار
دستور پخت پای وولتون از زمان جنگ در چندین موقعیت، بویژه در مجموعه‌هایی به منظور بزرگداشت سالگردها به طور قابل توجهی منتشر شده است، به عنوان مثال در کتاب «ما دوباره خواهیم خورد» مارگریت پاتن که در سال ۱۹۸۵ به مناسبت چهلمین سال پایان جنگ در اروپا منتشر شد.